# Chamaedorea queroana
Chamaedorea queroana är en enhjärtbladig växtart som beskrevs av Donald R. Hodel. Chamaedorea queroana ingår i släktet Chamaedorea och familjen Arecaceae. Inga underarter finns listade i Catalogue of Life.